# 納戸
納戸（なんど）とは、住宅において普段使用しない衣類や家具・調度品などを収納するための空間。建築基準法で「居室」の基準に適合しないものを言う。

## 起源
平安時代の貴族的な建築様式である寝殿造では、出入りする戸以外の開口部がほとんど無い、四方を土壁に囲まれた塗籠（ぬりごめ）と呼ばれる閉鎖的な空間が設けられていたことが、14世紀ごろの絵巻物「慕帰絵（ぼきえ、重要文化財）」に描かれている。この塗籠は寝室としても用いられていたが、高価な宝物を収納していたことから、納殿（おさめどの）とも呼ばれるようになった。
塗籠はその後、天皇の御所では剣璽の間として残り、武家屋敷では江戸時代まで形式的に残ってはいたが、寝室として使われることはなく、大切なものを置く場所になっていた。このような住居の一角に閉ざされた区画を設け、物を収納するという習慣は次第に庶民にも広まり、納戸と呼ばれるようになったと考えられている。

## 呼称と用途
不動産公正取引協議会連合会が申請し、公正取引委員会に認定された規約によると、開口部（窓など）が不足していて採光や通気性が十分確保されていなかったり、天井高が低いことなどから、建築基準法で言う「居室」の基準に適合しないものを「納戸等」と表示するよう定めている。
不動産取引では、「サービスルーム」「スペアルーム」の頭文字を取ったSを用いて、例えば「3LDK」に満たない部屋を含む間取りを「2SLDK」などと表記する。これは非常に狭く明らかに収納スペースとしてのみ機能する区画を「押入」「クローゼット」などと呼ぶことに対して、建築基準法で定められているために居室とはできないものの、採光不足など一部に目をつぶれば居住空間としても用いることができるとしてアピールする狙いがあると考えられる。近年は、「ユーティリティスペース」「ユーティリティルーム」「多目的ルーム」などと呼ばれることもある。
部屋数の少ない世帯では、3畳から4畳半程度の広さがある場合、実際に子ども部屋や書斎として利用されることが多い。
なお、起源の項で記した寝室としても利用する習慣は、納戸と呼ばれるようになってからも受け継がれている。現在でも地方の農家などでは、寝室を指して納戸と言うこともあるという。